# Benkanhalli Khalsa, Shahpur
Benkanhalli Khalsa là một làng thuộc tehsil Shahpur, huyện Gulbarga, bang Karnataka, Ấn Độ.